# Пере Борел дел Казо
Пере Борел дел Казо (на испански: Pere Borrell del Caso; *13 декември 1835 г. в Пучсерда; † 16 май 1910 г. в Барселона) е испански художник, чертожник и акварелист.
През целия си живот е бил свързан с родното си място в Серданя в провинция Херона в Пиренеите. Той е задържал къщата си там, въпреки че Барселона е била центърът на живота му. Борел е художник на природата, но също така се отдава и на религиозни теми под влиянието на назарените. Неговата най-известна картина е Escapando de la critica („Бягство от критиката“) от 1874 г., важен пример за художествения жанр „тромп лой“.
На Борел два пъти е било предлагано председателството на La Lotja, най-известната художествена школа в Барселона. Той отказва всеки път, като предпочита да ръководи собствена независима художествена академия. Много испански художници са били повлияни от него и неговата академия, например Рома Рибера, Рикар Каналес, Адриа Гуал, Ксавие Ногес и други.

## Изложба
- 2010 г.: Измамно реално. Илюзия и реалност в изкуството, Буцериус-Кунстфорум, Хамбург (Художествен форум на Бицериус е международна галерия в центъра на Хамбург)

|  | Тази страница частично или изцяло представлява превод на страницата Pere Borrell del Caso в Уикипедия на немски. Оригиналният текст, както и този превод, са защитени от Лиценза „Криейтив Комънс – Признание – Споделяне на споделеното“, а за съдържание, създадено преди юни 2009 година – от Лиценза за свободна документация на ГНУ. Прегледайте историята на редакциите на оригиналната страница, както и на преводната страница, за да видите списъка на съавторите. ВАЖНО: Този шаблон се отнася единствено до авторските права върху съдържанието на статията. Добавянето му не отменя изискването да се посочват конкретни източници на твърденията, които да бъдат благонадеждни. |